# 東釜山大学
東釜山大学（トンプサンだいがく、朝鮮語: 동부산대학、英語: Dong-Pusan College）は、大韓民国に存在した私立大学である。釜山広域市海雲台区に本部を置いていた。

## 歴史
1979年に開校した東萊女子専門大学が始まり。設置者は崔鍾沢が運営する学校法人雪峰学園。1996年、東釜山専門大学に改編され、男女共学となった。さらに1998年には東釜山大学に改名された。
2000年から学内ベンチャー企業として経営している東釜山大学東南食品開発株式会社はフグの加工食品の開発を手掛けていた。
財務状況の悪化などから、2020年7月16日から廃校手続きが開始され、同年8月31日をもって完全に廃止となった。

## 学部
- 産業系列
  - 金融経営科
  - 流通産業経営科
  - 不動産経営科
- 観光系列
  - ホテル観光科
  - 観光日本語科
- 外食調理系列
  - 食品栄養科
  - ホテル外食調理科
  - フードスタイリスト科
- 教育福祉系列
  - 幼児教育科（3年制）
  - 児童表現創作科
  - 社会福祉科
  - 警察警護スポーツ科
  - 児童福祉保育相談科
  - 副士官科
- 保険系列
  - 歯衛生科（3年制）
  - ビューティーアート科
  - 保険医療行政科
  - 医療サービスマネージャー科
  - 葬礼行政福祉科
- IT工学系列
  - ゲームコンサルティング科
  - ゲームマンガキャラクター科
  - 電子情報通信科
  - 朝鮮海洋科
  - 自動車科
- 芸術学部
  - 生活陶芸科
  - 音楽科

## 学術交流協定

### 海外
- 別府大学
- 長崎外国語大学
- 長崎外国語短期大学
- 福岡医療短期大学

## 出身人物
- ユ・ホジン (マジシャン)